# Hitoshi Iwaaki

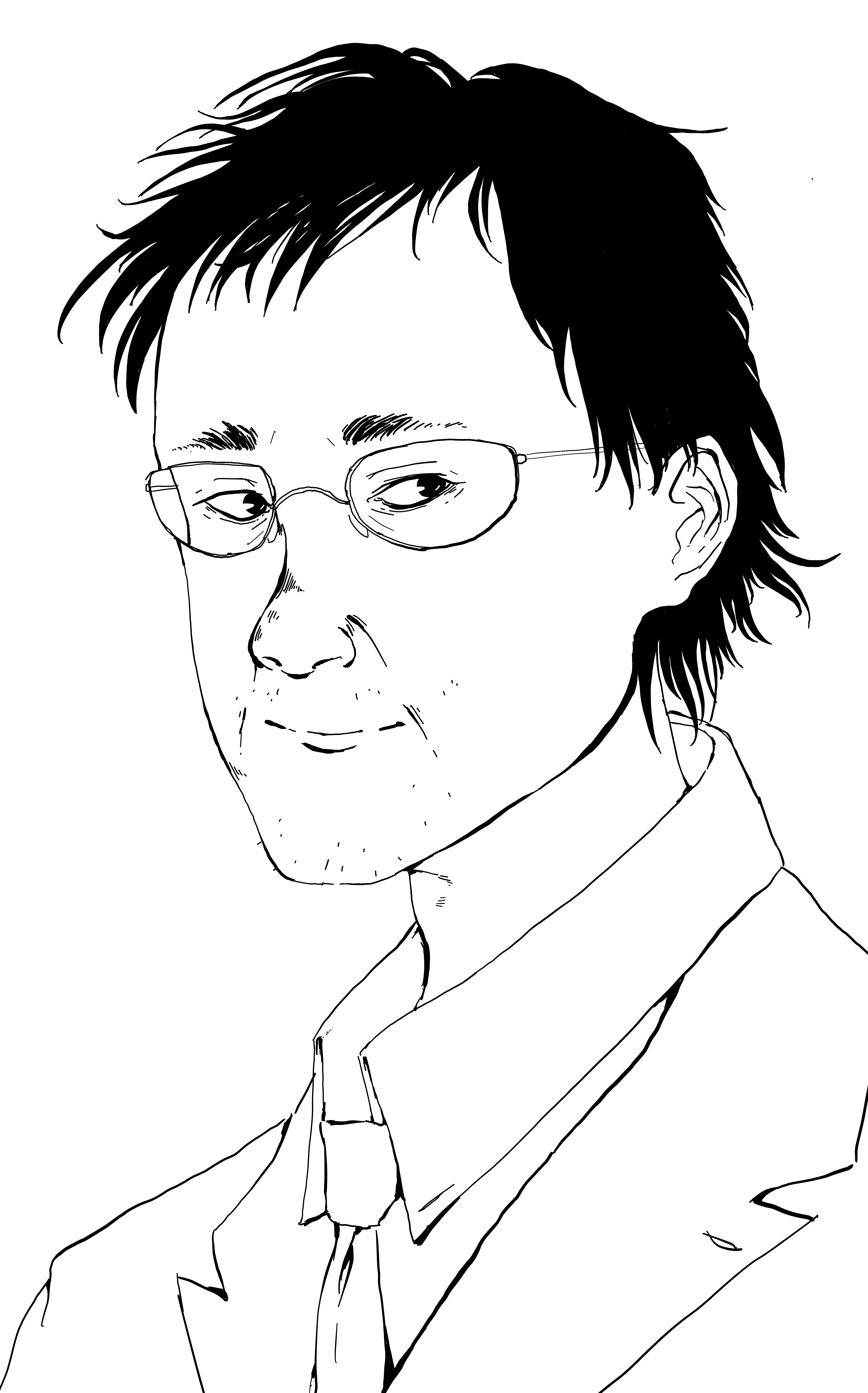
Hitoshi Iwaaki

Hitoshi Iwaaki (岩明 均, Iwaaki Hitoshi, Tokio, 28 juli 1960) is een Japans mangaka. Hij tekende onder meer de sciencefiction/horror reeks Parasyte.

## Prijzen
In 1993 won hij de Kodansha Manga Prijs voor Parasyte. In 2010 won zijn Historie de hoofdprijs in de manga-afdeling van het Japan Media Arts Festival. Ten slotte won Historie in 2012 ook de Tezuka Osamu Cultuurprijs (hoofdprijs).

## Oeuvre
- Fuuko no Iru Mise (4 volumes, Morning 1986-1988)
- Hone no Oto (1 volume, kortverhalen, Morning 1990)
- Parasyte (10 volumes, Afternoon 1990-1995)
- Tanabata no Kuni (4 volumes, Big Comic Spirits)
- Yuki no Touge, Tsurugi no Mai (2001, Kodansha)
- Heureka, (2002, Hakusensha)
- Historie, (2004-heden, 10 volumes sinds maart 2017, Afternoon)
- Reiri (November 12, 2015-heden)[4]

Iwaaki tekende ook een verhaal voor Neo Devilman.
- Biblioteca Nacional de España: XX5650050
- Bibliothèque nationale de France: cb14491268p (data)
- CiNii: DA1255125X
- Gemeinsame Normdatei: 1100063226
- International Standard Name Identifier: 0000 0000 4548 031X
- Library of Congress Control Number: no2003049069
- Bibliotheek van het Japanse parlement: 00379209
- Nationale Bibliotheek van Tsjechië: pna20251251151
- Nationale Bibliotheek van Israël: 987007317763805171
- Nederlandse Thesaurus van Auteursnamen: 306301261
- Système universitaire de documentation: 078050367
- Virtual International Authority File: 12534424
- WorldCat: E39PBJc7XFBbx9T6WYTthYj6Kd